# Copa de la Liga 1986
La Copa de la Liga 1986 è stata la 4ª ed ultima edizione della Coppa della Liga. Il torneo iniziò il 1º maggio e si concluse il 14 giugno 1986. Il vincitore fu il Barcellona.

## Formula e partecipanti
In questa edizione presero parte le 18 squadre di Primera División di quell'anno, oltre alle vincitrici della Coppa della Liga della Segunda División, Segunda División B e Tercera División. In questo torneo non era prevista la regola dei gol fuori casa.

### Primera División
| - Athletic Bilbao - Atlético Madrid - Barcellona - Real Betis - Cadice | - Celta Vigo - Espanyol - Hércules - Las Palmas - Osasuna | - Racing Santander - Real Madrid - Real Saragozza - Real Sociedad - Real Valladolid | - Siviglia - Sporting Gijón - Valencia |

### Altre partecipanti
- Real Oviedo, vincitore della Coppa della Liga di Segunda División 1985.
- Sestao Sport, vincitore della Coppa della Liga di Segunda División B - Gruppo I 1985.
- Albacete, vincitore della Coppa della Liga di Segunda División - Gruppo II 1985.
- Conquense, vincitore della Coppa della Liga di Tercera División 1985.

## Primo turno
Andata: 1° e 4 maggio 1986. Ritorno: 8 e 9 maggio 1986.
- Atlético Madrid
- Barcellona
- Real Madrid
- Siviglia

| Squadra 1       | Totale | Squadra 2        | Andata | Ritorno |
| --------------- | ------ | ---------------- | ------ | ------- |
| Osasuna         | 4 - 5  | Real Betis       | 2 - 2  | 2 - 3   |
| Cadice          | 0 - 1  | Sporting Gijón   | 0 - 1  | 0 - 0   |
| Real Saragozza  | 4 - 1  | Hércules         | 2 - 1  | 2 - 0   |
| Conquense       | 3 - 5  | Valencia         | 2 - 2  | 1 - 3   |
| Celta Vigo      | 3 - 4  | Espanyol         | 3 - 2  | 0 - 2   |
| Real Sociedad   | 4 - 3  | Athletic Bilbao  | 2 - 1  | 2 - 2   |
| Sestao Sport    | 3 - 2  | Las Palmas       | 2 - 0  | 1 - 2   |
| Real Oviedo     | 3 - 3  | Racing Santander | 3 - 0  | 0 - 3   |
| Real Valladolid | 8 - 5  | Albacete         | 5 - 1  | 3 - 4   |

## Ottavi di finale
Andata: 11 e 14 maggio 1986. Ritorno: 18 e 21 maggio 1986.
- Real Betis
- Real Saragozza
- Sporting Gijón

| Squadra 1       | Totale | Squadra 2       | Andata | Ritorno |
| --------------- | ------ | --------------- | ------ | ------- |
| Barcellona      | 6 - 2  | Real Madrid     | 2 - 2  | 4 - 0   |
| Valencia        | 6 - 3  | Espanyol        | 5 - 2  | 1 - 1   |
| Real Oviedo     | 2 - 5  | Real Sociedad   | 2 - 1  | 0 - 4   |
| Atlético Madrid | 4 - 3  | Real Valladolid | 3 - 3  | 1 - 0   |
| Siviglia        | 0 - 1  | Sestao Sport    | 0 - 0  | 0 - 1   |

## Quarti di finale
Andata: 24 e 25 maggio 1986. Ritorno: 29 maggio 1986.
| Squadra 1     | Totale | Squadra 2       | Andata | Ritorno |
| ------------- | ------ | --------------- | ------ | ------- |
| Barcellona    | 3 - 2  | Sporting Gijón  | 1 - 0  | 2 - 2   |
| Real Sociedad | 2 - 3  | Real Saragozza  | 1 - 0  | 1 - 3   |
| Valencia      | 2 - 4  | Real Betis      | 1 - 2  | 1 - 2   |
| Sestao Sport  | 3 - 4  | Atlético Madrid | 3 - 2  | 0 - 2   |

## Semifinali
Andata: 4 giugno 1986. Ritorno: 8 giugno 1986.
| Squadra 1       | Totale | Squadra 2  | Andata | Ritorno |
| --------------- | ------ | ---------- | ------ | ------- |
| Real Saragozza  | 1 - 4  | Real Betis | 1 - 2  | 0 - 2   |
| Atlético Madrid | 1 - 2  | Barcellona | 0 - 1  | 1 - 1   |

## Finale

### Andata
| Arbitro: | Ramos Marco |

|              |           |  |
| Calderón 16’ | Marcatori |  |

### Ritorno
| Arbitro: | Urizar Azpitarte |

|                                 |           |  |
| Amarilla 9’ Alexanko 40’ (rig.) | Marcatori |  |